# The Lion King II: Simba's Pride
The Lion King II: Simba's Pride (titulada: El rey león II: El reino de Simba en Hispanoamérica y El rey león II: El tesoro de Simba en España) es un largometraje de animación de 1998 dirigido por Darrell Rooney y escrito por Flip Kobler y Cindy Marcus. Es la secuela de El rey león (1994) y la segunda entrega de la trilogía animada de El rey león. Su trama está influenciada en Romeo y Julieta, la famosa obra de teatro clásica de William Shakespeare según el propio Rooney, el borrador final se convirtió en una variación de la obra del propio Shakespeare.
La película se centra en Kiara, la hija de Simba y Nala, quien se enamora de Kovu, un león macho rebelde de una manada desterrada que una vez fue leal al malvado tío de Simba, Scar. Separados por el prejuicio de Simba contra el orgullo desterrado y un complot vengativo planeado por Zira, la madre adoptiva de Kovu, ambos leones tendrán que luchar por unir su amor y afecto para mantenerse alejados del orgullo y poder estar juntos.
Producida por Walt Disney Video Premiere y animada por Walt Disney Animation Australia, fue estrenada el 27 de octubre de 1998,  mientras que su versión The Lion King II 3D se estrenó el 28 de octubre de 2021. La mayoría del elenco original regresó a retomar sus roles de la primera película con algunas excepciones. Rowan Atkinson, quien prestó su voz a Zazú en la primera película, fue reemplazado por Edward Hibbert tanto en esta película como en El rey león 3: Hakuna Matata. Jeremy Irons, quien prestó su voz a Scar en la primera película, fue reemplazado por Jim Cummings, quien proporcionó brevemente su voz para cantar en la primera película.

## Argumento
En la primera película, el tirano malvado Scar se apoderó de las Tierras del Reino y destruyó todo lo que había en ella, matando además a muchos animales esto en complicidad con las hienas. Tras matar a su hermano Mufasa, el Rey de las Tierras del Reino, exilió al hijo de su hermano y sobrino suyo, Simba lejos de las tierras y logró usurpar el trono. Posteriormente, Simba peleó contra Scar tras una guerra entre los leones contra las hienas y se convirtió en el nuevo Rey de las Tierras del Reino, y en la primera película termina siendo el mejor amigo con Rafiki, el viejo y Sabio Mandril, levantando alto a la nueva hija de Simba y de Nala, futura heredera de las Tierras del Reino, al final Scar muere devorado por las hienas luego de traicionarlas ante Simba, culpándolas por la muerte de Mufasa.
No obstante, se revela que las hienas no eran los únicos secuaces de Scar. También lo eran los Seguidores de los Leones, pero ellos fueron desterrados por Simba y huyeron de las Tierras del Reino a las Lejanías (el Lugar más tenebroso donde Mufasa prohibió a Simba ir hasta ese lugar cuando era joven). Son estos leones rebeldes (llamados Los Desterrados/Los Forasteros, y The Outlanders en la versión original), los que conformaban la manada de Scar cuando este era rey, más que la manada de Mufasa que estaba prácticamente en calidad de esclavitud.
Una vez que Simba destierra a los traidores, se encarga junto con su esposa, Nala, de criar a su hija, Kiara, no obstante resulta ser tan audaz y aventurera, como lo era Simba de joven, y un día, burlando la protección de los Guardias de Simba, Timón y Pumba, llega hasta el límite de las Lejanías. Ahí, accidentalmente, choca contra un cachorro forastero. Al principio este se muestra algo agresivo, pero cuando ambos son atacados por unos cocodrilos hambrientos, y logran escapar por poco, terminan haciéndose amigos. Están a punto de comenzar a jugar, cuando son interrumpidos por el furioso y paranoico Simba, quien había estado buscando a Kiara. Al mismo tiempo, aparece Zira, la madre del cachorro. Zira se dispone a atacar a Simba, pero desiste cuando llegan Nala, las otras leonas y también Timón y Pumba. Entonces procede a presentar a su cachorro, Kovu, informando a Simba que Kovu fue el elegido por Scar, quien lo adoptó como hijo, para ser su sucesor. Inundado de rencor contra los seguidores de Scar, Simba ordena a Zira abandonar las Tierras del Reino, recordándole que está penado regresar desde las Lejanías. Zira se va con Kovu, no sin antes declarar la guerra a Simba y su manada. Simba y las leonas regresan a la Roca del Rey, y Simba reprende a Kiara por haber desobedecido sus órdenes, pues él hizo lo mismo que su hija cuando era joven (aunque esta reprensión es mucho más suave que la que Simba recibió de Mufasa). Luego, le explica lo importante que es la unión entre todas las especies para conservar el Ciclo de la Vida.
Mientras tanto, en las Lejanías, Zira reprende bruscamente a Kovu por acercarse a la hija de Simba, recordándole que fue este quien los desterró de las Tierras del Reino y mató a Scar en el proceso (aunque esto último en realidad es erróneo, ya que fueron las hienas quienes mataron a Scar, porque este último las traicionó). Pero entonces Zira descubre que en realidad, es buena idea utilizar a Kovu para llegar hasta Simba. Satisfecha, procede a declarar ante los Forasteros que pronto podrán regresar al poder y que Kovu será la clave para lograrlo.
Pasan los años y Rafiki, el viejo mandril, sigue con atención las vidas de Kiara y Kovu, preocupado porque sabe que Kovu eventualmente, llegará para asesinar a Simba. Sin embargo, Rafiki tiene el poder de comunicarse con el espíritu de Mufasa, quien le informa que la única forma para evitarlo es unir a Kiara y a Kovu. Rafiki duda que esto funcione, pero se compromete a llevar a cabo el plan de su viejo amigo y soberano. Por otra parte, Zira lleva a cabo el entrenamiento de Kovu, quien es ahora un joven león lleno de odio hacia Simba. Zira lo ha convencido de que su destino es matar al rey, vengando la muerte de Scar y recobrando su trono. Kiara, por su parte, también ha crecido, y está a punto de comenzar su primera cacería, durante la cual intentará atrapar una presa por su cuenta. Simba está muy preocupado de que algo pueda pasarle, pero Kiara le hace prometer que la dejará hacerlo sola. Simba acepta; pero luego, sin que nadie lo note, envía a Timón y Pumba para que estos se aseguren de que no se haga daño.
Cuando Kiara se da cuenta de que Simba ha enviado a Timón y Pumba tras ella, se enfurece, pensando que Simba jamás le dará la oportunidad de probarse a sí misma, y huye de las tierras de la Roca del Rey. No obstante, esto es lo que Zira estaba esperando; ella envía a sus otros dos hijos Vitani y Nuka, hermanos de Kovu para que prendan fuego a las praderas. Aterrada, Kiara intenta huir pero el fuego la rodea, y finalmente queda atrapada en un peñasco, donde se desmaya por efecto del humo y del agotamiento. Kovu aparece entonces y la rescata, llevándola de regreso a la Roca del Rey. Zazú, el mayordomo de Simba, observa esto desde el aire y se apresura a informar a Simba.
Mientras tanto, Kiara despierta y descubre que el león que la ha salvado la vida es nada menos que Kovu, el cachorro que conoció cuando eran pequeños. Ella se alegra de verlo después de tanto tiempo, pero Simba lo recibe con rudeza, pues no ha olvidado lo que Zira ha dicho, y cree que Kovu es el heredero de Scar. Rafiki aparece en ese momento y anuncia que él ha salvado la vida de Kiara, a lo que Simba, a regañadientes, acepta que Kovu se una a su manada, completando así la segunda fase del plan de Zira. Sin embargo, Simba muestra desconfianza hacia Kovu, obligándolo a dormir lejos de la manada. Esa noche, Kiara le agradece a Kovu por rescatarla, pero él se burla de ella diciendo con sarcasmo que no podría sobrevivir ni tres días con sus pésimas habilidades de cacería. Kiara entonces lo reta a que le enseñe, a lo cual Kovu acepta.
Esa noche, Simba tiene una pesadilla en la cual se ve a sí mismo (como un adulto) intentando salvar a su padre de caer nuevamente en el cañón por el que huye la estampida de los Ñus (como en la primera película). No obstante, Scar se encuentra por encima de él, en el borde del precipicio, y clava sus garras violentamente en la pata de Simba, evitando que este rescate a Mufasa quien muere cayendo nuevamente al fondo del cañón. Cuando Simba vuelve a mirar a Scar, éste se transforma en Kovu, quien a su vez arroja a Simba al precipicio, Simba despierta en ese momento, aterrado y asustado.
A la mañana siguiente Simba se dirige a un estanque para beber, observado por Kovu, quien está escondido detrás de una roca listo para atacar. No obstante, Kiara llega en ese momento y le recuerda que ha prometido enseñarle a cazar. Kovu pierde la oportunidad de atacar a Simba y decide hacerlo luego, y se retira junto con Kiara (que no se ha dado cuenta de nada y lo llama con su carisma alegre).
Más tarde, Kovu está enseñando a Kiara estrategias de acecho, y casualmente encuentran a Timón y Pumba, quienes les piden ayuda para espantar a una bandada de pájaros que no les permiten comer en un campo de insectos. Kiara y Kovu comienzan a perseguir a los pájaros por diversión, y al sentir la adrenalina, Kovu por primera vez se siente feliz divirtiéndose; después se encuentran junto con los rinocerontes junto con Kiara. Timon y Pumba deciden huir, algo que Kovu jamás había hecho eso porque toda su vida fue dedicada a entrenarse para luchar (inclusive luego de rugir para espantar a las aves y correr al lado de Kiara le pregunta si eso es entrenamiento). Finalmente Kovu se relaja y termina dejando de lado su propósito anterior. Mientras se escondían en un pequeño cueva ambos se ríen Kiara y Kovu empiezan a enamorarse después de que accidentalmente se besan, quedando sonrojados, pero felices a la vez; Kovu por primera vez empieza a sentir amor por Kiara.
Cuando anochece, Kovu y Kiara se quedan contemplando las estrellas. En ese momento Kovu le revela a Kiara que Scar no era su verdadero padre, pero este lo sintió como parte de él, aunque no lo fuera. Kiara, al oír eso, le brinda cariño y amor. Kovu, al estar encariñado por ella, se siente amado dejándose llevar. Luego intenta revelarle a Kiara todo el plan de Zira y su misión, pero no es capaz de decírselo e intenta irse. No obstante, es detenido por Rafiki, que siguiendo el plan de Mufasa intenta unir a ambos leones. Rafiki los lleva a un lugar especial llamado Upendi (significa "amor" en suajili), en donde Kovu y Kiara se enamoran aún más pasando lindos momentos y diversión juntos.
Cuando ambos regresan a la Roca del Rey, Kiara y Kovu se dan las buenas noches, y cuando este se retira para dormir, Simba ve a Kiara enamorada y feliz por Kovu; y adoptando una actitud más flexible hacia él, le permite entrar a la caverna donde duermen los demás leones, sin percatarse de que Vitani, la hermana de Kovu, observa escondida bajo la roca del rey y se da cuenta de que Kovu no está cumpliendo con su misión. Posteriormente corre a informarle de esta situación a Zira, quien completamente furiosa, decide ir a acabar el asunto personalmente.
Al día siguiente, Kovu está dispuesto a confesar todo a Kiara porque la ama, pero Simba los interrumpe e invita a Kovu a dar un paseo para explicarle la verdadera historia de Scar. Después de escuchar toda la verdad y estar convencido de que Scar no era más que un asesino y un usurpador, Kovu admite que ya no desea en absoluto ser su heredero, ni mucho menos seguir sus malos pasos. Pero, mientras pasean por el área de las llanuras que habían sido incendiadas, Simba y Kovu son rodeados por Zira y los forasteros. Simba es atacado, y aunque Kovu intenta ayudarlo, es en vano. Simba, gravemente herido, intenta escapar por el cañón donde años antes cayó Mufasa, y comienza a escalar por una enorme pila de troncos. Kovu aparece sobre el precipicio, y Zira le ordena atacar a Simba, pero Kovu retrocede. Entonces Nuka, el hijo mayor de Zira, (que todo el tiempo había sido despreciado por su madre en favor de Kovu), se lanza en persecución de Simba en un intento por impresionar a Zira. Logra atrapar a Simba por un tobillo, pero los troncos no pueden soportar su peso y se resbala cayendo al vacío en donde varios troncos caen encima de Nuka, mientras que Simba por otro lado consigue escapar a la Roca del Rey. Kovu intenta ayudar a Nuka, pero Zira lo arroja a un lado y quita los troncos que están aplastando a su hijo mayor; pero ya es demasiado tarde y Nuka muere en el acto después de pedir perdón a Zira, y todos los Forasteros se reúnen a su alrededor a rendirle honores por su muerte. Mientras tanto, Simba es encontrado por Timón, Pumba y Kiara, quien le pide a Zazú, el mayordomo de Simba, que consiguiera alguna ayuda; luego, entre los tres llevan a Simba malherido de regreso a la Roca del Rey.
Entretanto, Zira, quien está furiosa por la muerte de Nuka, ataca a Kovu arañándolo en la cara y dejándole una cicatriz en el ojo izquierdo, igual a la que tenía Scar. Zira acusa a Kovu de causar la muerte de Nuka y de traicionar a Scar y a los Forasteros. Pero Kovu después de descubrir la verdad sobre Scar por parte de Simba, le responde que ya no quiere tener nada que ver con él y huye hacia las Tierras del Reino. Con el plan completamente fracasado, Zira insta a los Forasteros que es tiempo de atacar, aprovechando que Simba ahora está malherido y débil, por lo que ella y los Forasteros se disponen a atacar a Simba y los suyos esa misma noche y tomar las Tierras del Reino por la fuerza.
Más tarde, Kovu llega a la Roca del Rey, donde intenta explicar a Simba que no tuvo que ver con la emboscada. Pero Simba, creyendo que Kovu le había puesto una trampa para caer en manos de Zira, se niega a perdonarlo, sentenciándolo al exilio. Kiara, sabiendo que Kovu es inocente, y que vino a pedir el perdón de Simba porque la ama, le pide clemencia para él. Simba responde que si Kovu está siguiendo los pasos de Scar, él debe seguir los de Mufasa. Kiara, desesperada, le dice  a Simba que él nunca será igual que Mufasa, horrorizando a su padre, y luego huye de la Roca del Rey y busca a Kovu por las praderas, encontrándolo finalmente en la zona que fue quemada. Después de una escena romántica y verse como uno solo en sus reflejos, Kovu le propone a Kiara huir de las Tierras del Reino, para formar su propia manada, pero Kiara lo convence de que su lugar está con su manada, y que si ellos huyen, sus manadas quedarían divididas.
En las Tierras del Reino, Simba se percata de la ausencia de Kiara, luego de que Timón le explicó lo que sucedió con ella, pero no tiene tiempo de buscarla, ya que Zazú le informa que Zira y los Forasteros se acercan, dispuestos a una guerra decisiva. Simba reúne a su esposa Nala, a sus fieles amigos Timón y Pumba y a las otras leonas y se enfrenta a Zira en el borde del cañón. Comienza la guerra, pero los Forasteros, que han sido entrenados por Zira desde hace años para luchar, obtienen la ventaja rápidamente. El herido rey no es rival para los Forasteros, y finalmente, Simba y Zira se disponen personalmente a pelearse entre sí. Pero justo a tiempo, Kiara y Kovu llegan y se enfrentan a sus respectivos padres. Kovu encara a Zira diciendo que mientras él este ahí, ella no lastimará a Kiara ni a Simba; y Kiara a su vez le dice a su padre que ellos y los forasteros son iguales ("míralos, son iguales a nosotros... son leones"), y que deben estar unidos. Simba demuestra ser un rey caprichoso y no acepta, pero su hija le dice: "Un sabio rey me dijo una vez, que somos uno, entonces no le entendí, pero ahora sí". Al escuchar estas palabras de su hija, Simba finalmente recapacita mirando al cielo como si su padre hablara a través de ella y acepta que tiene razón, deteniendo a su manada. Vitani, al oír las palabras de Kiara, también comprende que ella tiene razón y decide cambiarse de bando admitiendo que ya no quiere seguir el derramamiento de sangre innecesario. Pero Zira no acepta esta decisión y amenaza a Vitani diciéndole que si no pelea, entonces también morirá por desertora. Por otro lado y al oír estas palabras de Zira, las demás forasteras se disgustan con ella y deciden desertar de las filas de Zira y se pasan al lado del rey. Por su parte, Simba invita a Zira a olvidar el pasado y dejar de lado sus diferencias y pensar en el futuro; sin embargo Zira se niega rotundamente por seguirle siendo ferozmente leal a Scar y que además no esta dispuesta a aceptar su derrota, pero en un momento de descuido de Simba (ya que este observaba la presa que se desbordaba), Zira rápidamente lo ataca a traición, pero Kiara rápidamente se interpone ante el ataque de Zira y ambas leonas resbalan por el precipicio. Por un lado, Kiara consigue pararse en una saliente del risco, mientras que Zira se queda colgada de una pared vertical de roca, sujeta con sus garras, pero al mismo tiempo, los troncos que detenían el flujo del río ceden y un enorme torrente de agua amenaza con arrastrarlos a todos. Mientras tanto, Kiara le ofrece su ayuda a Zira para salvarla, pero ésta, lejos de aceptar, intenta derribar a Kiara. Finalmente, cuando Zira parece reconsiderarlo en el último segundo, ya era tarde (ya que se le resbalan las garras en la roca) y cae al río, donde finalmente muere ahogada, ante la mirada de dolor de Kovu. Por otro lado Simba llega hasta donde esta su hija y la ayuda a subir, quien además había presenciado el valiente intento de su hija por tratar de salvar la vida de Zira.
Con la guerra entre las dos manadas acabada, Simba habla directamente con Kovu, le ofrece una disculpa formal por sus errores pasados y declara que ambas manadas vuelvan a estar unidas. De regreso en la Roca del Rey, Kiara y Kovu se casan convirtiéndose en los futuros herederos Rey y Reina de las tierras del Reino y estos juntos a Simba y Nala, rugen junto con todos los leones, en lo alto de la Roca del Rey, continuando con el Ciclo de la Vida. Al final aparece el espíritu de Mufasa diciéndole a Simba: "Bien hecho, hijo mío. Somos uno".

## Reparto
| Personaje | Actor original Estados Unidos | Actor de doblaje México | Actor de doblaje España                                                                            |
| --------- | --- | --- | -------------------------------------------------------------------------------------------------- |
| Simba     | Matthew Broderick (diálogos) Cam Clarke (canción)                                                                                | Arturo Mercado (diálogos) Renato López (canción)                                                                                              | Sergio Zamora                                                                                      |
| Kiara     | Michelle Horn (niña, diálogos) Charity Sanoy (niña, canciones) Neve Campbell (adulta, diálogos) Liz Callaway (adulta, canciones) | Alondra Hidalgo (niña, diálogos) Cecilia Castillo (niña, canciones) Adriana Camacho (adulta, diálogos) Adi Leticia Juárez (adulta, canciones) | Michelle Jenner (niña) Núria Trifol (adulta, diálogos) Geraldine Larrosa (adulta, canciones)       |
| Kovu      | Ryan O'Donohue (niño) Jason Marsden (adulto, diálogos) Gene Miller (adulto, canciones)                                           | Alan Fernando Velázquez (niño) Ricardo Tejedo (adulto, diálogos) José Guadalupe Santos (adulto, canciones)                                    | Masumi Mutsuda (niño) Albert Trifol Segarra (adulto, diálogos) Ferrán González (adulto, canciones) |
| Nala      | Moira Kelly | María Fernanda Morales | Belén Roca                                                                                         |
| Rafiki    | Robert Guillaume | Genaro Vásquez (diálogos) Luis Miguel Marmolejo (canción)                                                                                     | Juan Fernández (diálogos) Tony Cruz (canción)                                                      |
| Zira      | Suzanne Pleshette | Joana Brito (diálogos) Nena Delgado (canciones)                                                                                               | Toni Avilés (diálogos) Helen Quiroga (canciones)                                                   |
| Nuka      | Andy Dick | Sergio Bonilla | José Javier Serrano                                                                                |
| Timón     | Nathan Lane | Raúl Aldana | Alberto Mieza                                                                                      |
| Pumba     | Ernie Sabella | Francisco Colmenero | Miguel Ángel Jenner                                                                                |
| Vitani    | Lacey Chabert (niña) Crysta Macalush (niña, canciones) Meredith Scott Lynn (adulta)                                              | Gaby Ugarte (niña) Wendy González (niña, canciones) Laura Torres (adulta)                                                                     | Roser Vilches (niña) Henar Pérez (niña, canciones) Ana Pallejá (adulta)                            |
| Mufasa    | James Earl Jones | Carlos Magaña | Constantino Romero                                                                                 |
| Zazú      | Edward Hibbert | Eduardo Tejedo | Eduard Doncos                                                                                      |
| Scar      | Jim Cummings | Carlos Petrel | Manolo García                                                                                      |

## Personajes

### Kiara
Es la hija de Simba y Nala, es la princesa del reino y la futura reina de las Tierras del Reino, que en esta película pertenecen al joven Simba. Físicamente, Kiara se parece mucho a su padre, es tan traviesa y juguetona como Simba lo era de cachorro. Cuando Kiara conoce a Kovu, el heredero del malvado Scar, ambos se hacen grandes amigos, pero su amistad es imposible debido al odio y rencor que se tienen sus respectivas familias. Pero ambos harán que sus manadas se reconcilien.

### Kovu
Nacido durante la última parte del reinado de Scar en las Tierras del Reino, Kovu no era más que un recién nacido cuando fue exiliado junto con su madre y sus hermanos (aunque más tarde se revela que en realidad Scar no es su padre biológico y que Zira solo lo adoptó) tras el regreso de Simba. Pasó años entrenándose para ser un asesino, con el único propósito de matar a Simba y usurpar el trono. Sin embargo, Kovu no es malvado por naturaleza. Conoció a Kiara cuando eran cachorros y se volvieron amigos tras escapar de un ataque de cocodrilos, pero son bruscamente separados por Zira y Simba. Su madre continúa entrenándolo para que sea rey y decide utilizar la amistad con la princesa para recuperar el trono, pero los sentimientos de Kovu hacia Kiara cobran fuerza se enamoró y decide desertar de su grupo y no continuar con la conspiración, reuniendo ambas manadas en una sola, contrae matrimonio con Kiara se convierte en su esposo y Príncipe y futuro Rey de las tierras del reino. Como cachorro su pelaje es oscuro. Más tarde, cuando crece se vuelve un joven alto y más fornido que Scar, su melena es corta y de color café oscuro.

### Zira
Zira era la esposa del fallecido Scar; tiene tres hijos: Nuka, Vitani y Kovu. Es la principal villana de esta película. Después de que Simba tomara su lugar como legítimo rey, los seguidores de Scar, tanto hienas como leones, fueron desterrados por seguir al malvado Scar, quien mató al padre de Simba al que también atacó a traición y que casi acaba matándolo. Después de eso, Zira su compañera juró vengarse adoptando a Kovu para que él vengara la muerte de Scar. Después de ser desterrados, se marcharon a una zona lejana reconocida por Las Lejanías. Ella siguió siendo leal a su compañero, y se dedicó a entrenar a su manada de rebeldes, y especialmente a su cachorro Kovu, para que vengara la muerte de Scar lo cual tenía como objetivo matar a Simba.
Su nombre es una palabra suajili que significa odio y se caracteriza por ser sádica, violenta y decidida. Su diseño es similar al de Scar, con un rostro y un cuerpo más anguloso y alargado que el de los demás leones y la misma forma de la nariz. Zira muere al final, tras caer por un barranco y ahogarse en el río. En la versión original su voz es realizada por Suzanne Pleshette (1937-2008), en la española mexicana (México), por Joana Brito (1947-).

### Nuka
Nuka era el hijo mayor de Zira y Scar; es tratado con indiferencia por su madre por eso está dispuesto a hacer lo que sea para demostrarle a Zira que él puede ser el líder de su manada y ocupar el lugar de Scar, pero Zira nunca le dio oportunidad porque es demasiado torpe y tenía muy poca picardía para ocupar el trono como legítimo sucesor de Scar o Taka, además su madre prefirió a su hermanito Kovu del cual tenía unos celos terribles.
Ayuda a su hermana Vitani con el plan de su madre para que Kovu pueda matar a Simba por medio de Kiara y casi lo logran cuando Zira y toda la manada Outlander lo atrapan y lo llevan hasta una presa, la misma en la que murió su padre Mufasa. Kovu se niega a hacer daño al pridelander solo porque crean que Scar o Taka fue asesinado por Simba que en realidad no fue asesinado por Simba, sino por sus propios secuaces, las hienas.
Dado que Kovu se niega a atrapar a Simba, Nuka al ver que Kovu no se inmuto en subir, lo hizo él diciendo mientras sube tratando de llegar a Simba ´yo lo haré por ti madre´ me estás viendo, lo hago por ti y lo hago por mi´´. Al final, trató de llegar a Simba escalando por los troncos de la presa, logra tomarlo de su pata, pero Nuka resbala y cae al vacío y acaba siendo aplastado por los troncos y termina muriendo en el proceso.

### Vitani
Vitani es la segunda hija de Zira y es casi igual que ella. Aunque le fue especialmente leal a su madre Zira, no es mala leona, pues es ella fue la segunda en darse cuenta de que todo lo que hizo estaba mal. Antes, cuando su lealtad se dirigía a Zira, tenía el deseo de que llegara el momento para tomar de nuevo las tierras del reino.
Junto con su hermano Nuka prenden fuego a las praderas para acorralar a Kiara y comenzar con el plan de su madre para matar a Simba, pero al final se da cuenta de que todo lo que estaba haciendo era porque no podía dejar a un lado las diferencias que tenía su manada con la de Simba hasta que Kiara se lo hace notar.
Vitani se une, junto con Kovu y los demás Forasteros, a la manada de Simba y Kiara. Está demostrado que Vitani no tiene para nada mal corazón, es su madre la que le hizo cambiar, pues gracias a ella y a Kovu la pelea entre las leonas leales a Simba y los Forasteros se detuviera. Sin embargo, algunos sospecharon que Zira y Taka o Scar robaron a traición a Vitani de Tama y Tojo, de los cuales se sospechan de padres reales de Vitani al igual que Kovu al que adoptaron también creyendo que sus padres de verdad eran Chumvi y Kula.